# Sümeyye Erol
Sümeyye Erol (née le 15 juin 1997) est une athlète turque, spécialiste du steeple.
Le 25 juin 2015, elle porte son record sur 3 000 m steeple à 10 min 22 s 65 à Mersin, avant de remporter le mois suivant le titre de championne d'Europe junior à Eskilstuna.